# Romano (mestre dos soldados de Lázica)
Romano (em latim: Romanus) foi um oficial bizantino do século VI, ativo durante o reinado dos imperadores Tibério II (r. 574–582) e Maurício (r. 582–602).

## Vida
Romano era filho de Anagasto. Aparece pela primeira vez em no final de 575 ou começo de 576, quando era mestre dos soldados. Nessa posição, colocou os suanos sob controle romano ao capturar seu rei, sua família e o tesouro real e levá-los para Constantinopla. Em 578 e 579, serviu sob Maurício na guerra contra a Pérsia; no final de 578 foi enviado através do rio Tigre com Curs numa missão de saque, e em 579 foi novamente enviado na mesma missão, dessa vez com Teodorico e Martinho, tendo permanecido na Pérsia o verão todo.
Em 589, quando os persas sob Vararanes atacaram a Suânia, foi enviado pelo imperador Maurício (r. 582–602) para assumir comando na guerra. Talvez foi nomeado mestre dos soldados de Lázica; os autores da PIRT sugerem que já pudesse ter sido mestre dos soldados de Lázica desde 575/6, mas também é possível que foi mestre dos soldados vacante por algum tempo. Ao chegar em Lázica, consultou-se com o bispo, talvez em Petra, na foz do rio Fásis, e marchou contra a Albânia, onde os persas estavam acampados próximo do rio Araxes. Conseguiu impedir que os persas levassem-no a uma armadilha, mas teve dificuldade para refrear suas tropas. Os bizantinos conseguiram derrotar decisivamente seus inimigos. Romano não é mais citado depois disso, porém os autores da PIRT sugerem que pode ser associado ao exarca de Ravena homônimo que assumiu a posição uma década depois.